# Nietos: identidad y memoria
Nietos: identidad y memoria es una película documental argentina dirigida por Benjamín Ávila. Estrenada el 25 de marzo de 2004. 

## Sinopsis
Durante el período de 1976 a 1983 la Argentina fue gobernada por una violenta dictadura militar. Durante estos años, miles de personas fueron secuestradas y asesinadas con total impunidad.
En muchos casos, los hijos de estos "desaparecidos" y los hijos recién nacidos de mujeres embarazadas en el momento de su secuestro, fueron apropiados ilegalmente. 500 niños desaparecidos, es uno de los más sombríos legados de este período. La incansable labor de Abuelas de Plaza de Mayo a lo largo de más de 25 años permitió que 77 de estos niños fueran restituidos a sus familias biológicas.
Lejos de intentar una revisión política o histórica sobre este período, "Nietos" rescata, a partir de los relatos de algunos de estos chicos, la dimensión humana que este proceso de recuperación de una nueva y verdadera identidad posee para ellos; explorando la forma en que la historia de ayer se inscribe en la del presente y los señala un camino para el futuro. "Nietos" es un conmovedor film que busca también transmitir a aquellos jóvenes que aún continúan con la identidad falseada, la importancia de reconstruir el rompecabezas de la identidad y la memoria, transformando en vida todo el dolor.

## Datos técnicos
- Origen: Argentina
- Duración original: 80 min.
- Director: Benjamín Ávila
- Guion: Lorena Muñoz, Benjamín Ávila
- Productor: Daniel Cabezas
- Fotografía: Amanda Calvo y Mailín Milanes
- Escenografía:
- Vestuario:
- Música: Roly Rauwolf y Carlos G. Saracini
- Montaje: Benjamín Ávila
- Sonido: Sergio Falcón

## Tráiler
- http://www.youtube.com/watch?v=0nw7haWfG-A